# Pollet (Saint-Maurice-de-Gourdans)
Pour les articles homonymes, voir Pollet.
Pollet est un hameau de la commune de Saint-Maurice-de-Gourdans, dans l'Ain.

## Lieux et monuments
- Château de Pollet qui fut entre autres la résidence de jeunesse de Virginie Vincent de Saint-Bonnet[1],[2].

- L'église de Pollet [3].

- Cimetière

- Monument aux morts[4]

## Personnalités liées au hameau
- Denis Bertholon de Polet (1776-1847), député de l'Ain[5] est mort à Pollet.

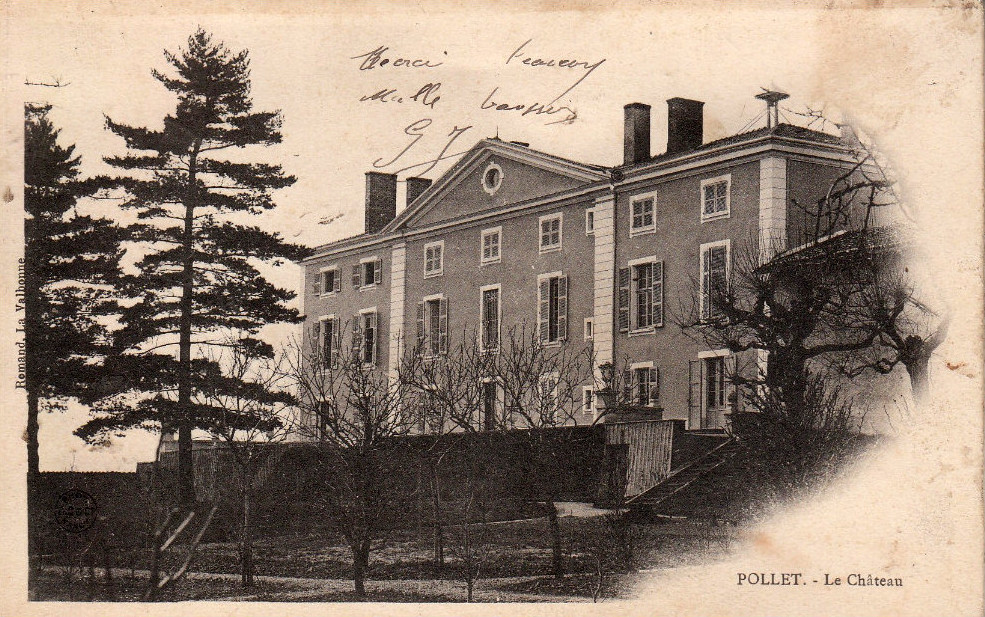
Virginie Vincent de Saint-Bonnet (1828-1901), petite-fille du précédent et épouse d'Antoine d'Abbadie d'Arrast, est originaire de Pollet.
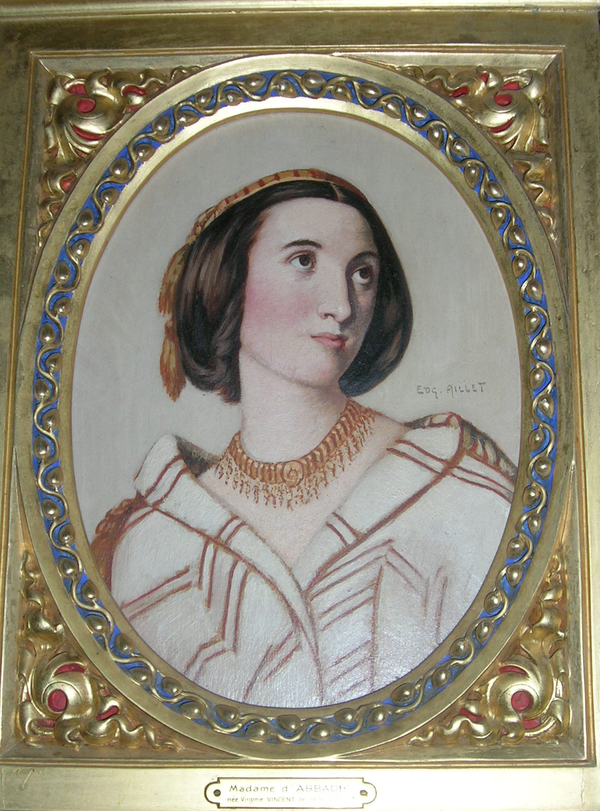
Virginie Vincent de Saint Bonnet.
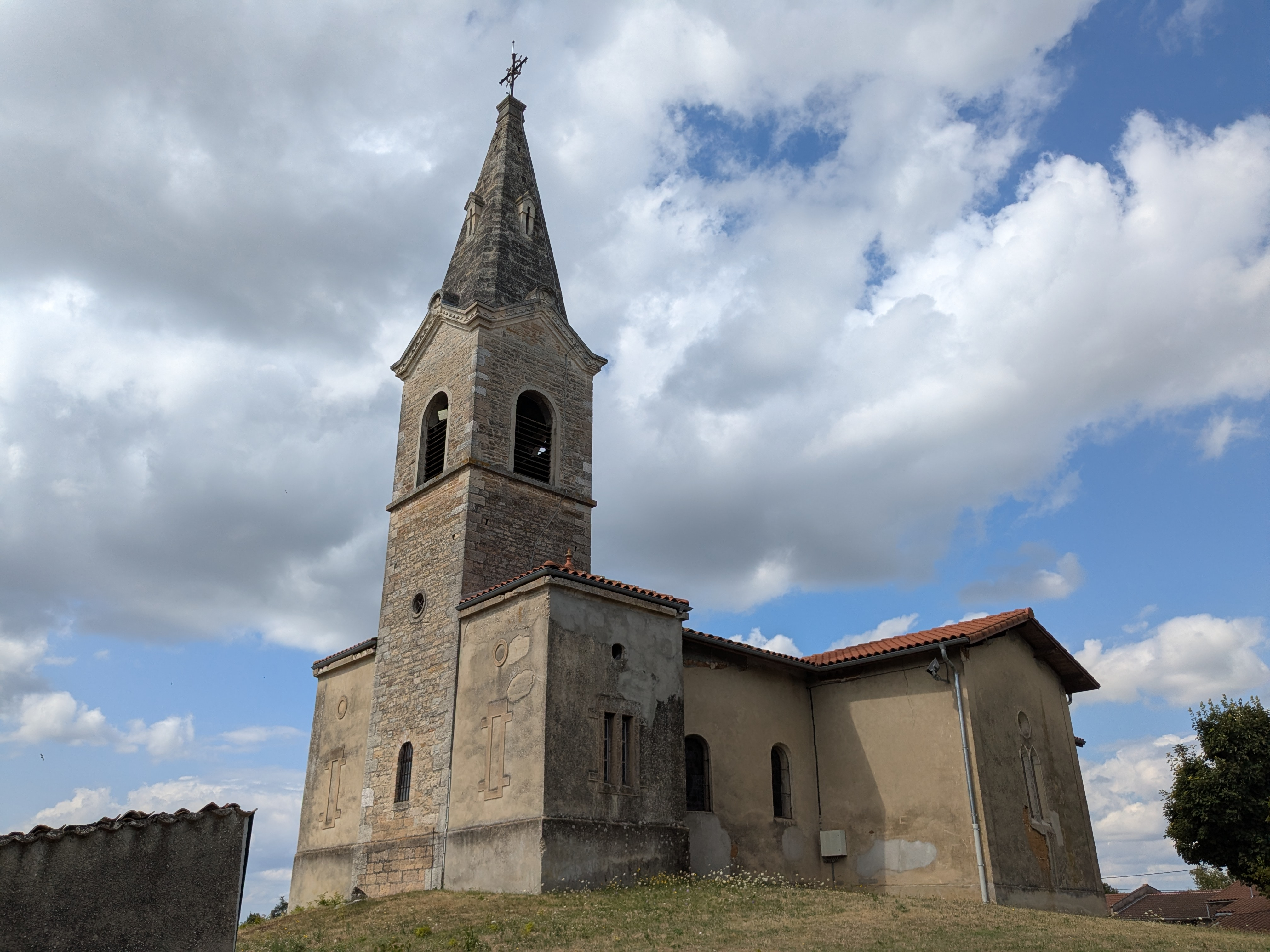
L'église de Pollet.

- Joseph de Joux (1923 - 2007), illustrateur français, Peintre de l'Air, a vécu et travaillé à Pollet[6].